# Adam Kaied
Adam Hamza Kaied (2 maart 2002) is een Zweeds-Palestijns voetballer die doorgaans als linksbuiten speelt. In januari 2023 maakte hij de overstap van het Zweedse Helsingborg naar NAC Breda.

## Clubcarrière

### Helsingsborg (Jeugd)
Op zijn tiende kwam Kaied bij de jeugdacademie van Helsingborg. Hij doorliep alle jeugdelftallen en maakte op jonge leeftijd de overstap naar het eerste elftal.

### Helsingsborg
Op 7 maart 2021 maakte Kaied zijn debuut in het eerste elftal van Helsingborg. Hij stond in het basiselftal tegen BK Häcken tijdens de groepswedstrijd voor de Svenska Cupen. In de met 1-1 gelijk gespeelde wedstrijd werd hij in de 81e minuut gewisseld voor Rasmus Jönsson. Door dit resultaat plaatste Helsingborg zich voor de volgende ronde waarin de ploeg door stadgenoot en het een divisie lager spelende Eskilsminne IF werd uitgeschakeld. Op 15 mei maakte hij zijn debuut in de Superettan (2e niveau Zweden) tijdens de met 1-0 verloren thuiswedstrijd tegen Östers IF. In stadion Olympia kwam hij in de 81e minuut in het veld voor Vladislav Kreida. Eén week later stond hij in het Ullevi tijdens de met 1-0 gewonnen uitwedstrijd tegen GAIS voor de eerste keer in het basiselftal. Max Svensson was de matchwinner door in de 23e minuut het enige doelpunt van de wedstrijd te scoren. In de 15e competitieronde maakte hij zijn eerste doelpunt. Op 10 augustus scoorde hij in de 19e minuut het openingsdoelpunt in de met 2-1 gewonnen thuiswedstrijd tegen Landskrona BoIS. Kaid kwam in het seizoen 2021 25 competitiewedstrijden in actie, waarvan hij 18 keer als basisspeler begon. Hij en zijn team eindigden op de derde plaats waarna ze wedstrijden om promotie/degradatie speelden tegen Halmstad BK. Kaied begon beide keren in de basis. In de thuiswedstrijd werd met 0-1 verloren. In de tweede wedstrijd in Halmstad werd de achterstand weggewerkt door een 3-1 overwinning. Hierdoor promoveerde de club naar de Allsvenskan. Wilhelm Loeper, Anthony van den Hurk en Rasmus Karjalainen waren de doelpuntenmakers in het Örjans Vall.
In het seizoen 2022 maakte Kaied zijn debuut op het hoogste Zweedse niveau. Op 2 april 2022 stond hij in het basiselftal tijdens de eerste competitieronde tegen Hammarby IF. Helsingborg verloor in de Tele-2 Arena de uitwedstrijd met 2-1. Kaied maakte de wedstrijd niet vol en werd in de 77e minuut gewisseld. In de vierde competitieronde verloor hij zijn basisplaats en kwam hij tot aan de zomerstop enkel tot invalbeurten bij de club uit de provincie Skåne. In samenspraak met technisch directeur Andreas Granqvist kwam men tot de conclusie dat het beter voor zijn ontwikkeling was om bij een andere club minuten te gaan maken. Kaied speelde in totaal 12 wedstrijden en werd verhuurd aan de Noorse club Stabæk.

### Verhuur aan Stabæk
Stabæk huurde Kaied voor de rest van het seizoen met een optie tot koop. Hij maakte op 12 september zijn debuut. Hij viel vijf minuten voor het einde in voor Herman Geelmuyden tijdens de met 2-0 gewonnen thuiswedstrijd tegen Raufoss. In Noorwegen lukte het hem niet om een basisplaats te veroveren en kwam hij de rest van het seizoen twee keer als invaller in actie. Zijn enige wapenfeit was een assist op Victor Wernersson in de laatste wedstrijd van het seizoen tegen Mjøndalen. Door deze overwinning eindigde Stabæk op de tweede plaats en promoveerde naar de Eliteserien. Stabæk maakte geen gebruik van de optie tot koop waardoor Kaied naar Zweden terugkeerde. Zonder in actie te komen voor Helsingborg maakte hij een vervolgstap in zijn carrière.

### NAC Breda
In januari 2023 tekende Kaied een contract voor 2,5 jaar bij NAC Breda met een optie voor nog één extra seizoen. Op 3 februari 2023 maakte hij zijn debuut in de Eerste Divisie tijdens de met 2-1 verloren uitwedstrijd tegen ADO Den Haag. Hij kwam in de rust in het veld voor Moreno Rutten. In de twee daaropvolgende speelrondes van het seizoen 2022/23 werd hij door trainer Peter Hyballa tegen zowel De Graafschap en Jong FC Utrecht als wissel ingebracht. Daarna maakte Hyballa geen gebruik meer van zijn diensten en zat hij regelmatig op de bank en speelde hij vijf wedstrijden met de Onder-21. In deze wedstrijden scoorde hij twee keer. In de voorbereiding op het seizoen 2023/24 speelde hij in zes van de negen wedstrijden mee en maakte daarin drie doelpunten. In de oefenwedstrijd tegen OFI Kreta werd hij als wissel ingebracht waarna hij na twintig minuten weer van het veld werd gehaald omdat volgens Hyballa hem zijn houding niet aanstond. In de openingswedstrijd van het seizoen tegen FC Dordrecht kwam hij vijf minuten voor het einde in het veld voor zijn landgenoot Victor Wernersson. Wegens vele blessures kreeg hij in de zevende competitieronde een kans van interim-trainer Ton Lokhoff en stond hij in de basis tijdens de met 1-3 verloren thuiswedstrijd tegen FC Emmen. In de 61e minuut werd hij gewisseld voor Tom Boere. Kaied zijn eerste doelpunt voor NAC kwam in de Eredivisie in het 2-1 gewonnen thuisduel tegen FC Twente, waar Kaied in de 14e minuut trefzeker was, en de assist kwam van Feyenoord-huurling Leo Sauer. In de 71e minuut was Kaied eruit gewisseld voor ploeggenoot Boyd Lucassen

## Clubstatistieken
| Seizoen                   | Club            | Competitie      | Competitie | Competitie | Beker | Beker | Overig | Overig | Totaal | Totaal |
| Seizoen                   | Club            | Competitie      | Wed.       | Dlp.       | Wed.  | Dlp.  | Wed.   | Dlp.   | Wed.   | Dlp.   |
| ------------------------- | --------------- | --------------- | ---------- | ---------- | ----- | ----- | ------ | ------ | ------ | ------ |
| 2021                      | Helsingborg     | Superettan      | 24         | 4          | 1     | 0     | 2      | 0      | 27     | 4      |
| 2022                      | Helsingborg     | Allsvenskan     | 12         | 0          | 0     | 0     | 0      | 0      | 12     | 0      |
| 2022                      | → Stabæk        | 1. divisjon     | 3          | 0          | 0     | 0     | 0      | 0      | 3      | 0      |
| 2022/23                   | NAC Breda       | Eerste Divisie  | 3          | 0          | 1     | 0     | 0      | 0      | 4      | 0      |
| 2023/24                   | NAC Breda       | Eerste Divisie  | 4          | 0          | 0     | 0     | 0      | 0      | 4      | 0      |
| 2024/25                   | NAC Breda       | Eredivisie      | 16         | 1          | 0     | 0     | 0      | 0      | 16     | 1      |
| Carrière totaal           | Carrière totaal | Carrière totaal | 62         | 5          | 2     | 0     | 2      | 0      | 64     | 5      |
| Bijgewerkt op 9 juni 2025 |                 |                 |            |            |       |       |        |        |        |        |

## Interlandloopbaan
In 2018 werd Kaied opgeroepen voor een trainingskamp voor de Onder-16 van Zweden. Naast hem werden onder anderen Paulos Abraham, Mayckel Lahdo, Jacob Ondrejka en Aimar Sher geselecteerd. Op 17 April 2018 maakte hij zijn debuut in de met 0-3 verloren oefenwedstrijd tegen België. Hij kwam in de 60e minuut binnen de lijnen. Hij kwam twee keer in actie bij de Onder-17. Zijn debuut maakte hij op 10 oktober 2019 in de met 3-1 verloren wedstrijd tegen Tsjechië Hij begon in de basis en werd in de 72e minuut gewisseld voor Paulos Abraham. Op 16 januari 2020 speelde hij zijn enige wedstrijd in de Onder-18. In de met 2-0 gewonnen wedstrijden tegen Cyprus kwam hij in de 66e minuut in het veld. Hij speelde twee oefen interlands in de Onder-21. Beide keren tegen buurland Finland. Zijn debuut maakte hij op op 11 november 2021. Hij kwam in de 62e minuut in het veld. Kaied speelde in totaal zeven jeugdinterlands waarin hij niet wist te scoren. Zijn laatste wedstrijd voor een jeugdelftal was op 14 november 2021. Een vriendschappelijke wedstrijd tegen Finland.
Op 20 maart 2025 debuteerde Kaied voor het Palestijns voetbalelftal, in een kwalificatiewedstrijd voor het WK 2026 tegen Jordanië (1-3). De wedstrijd erna, op 25 maart tegen Irak, gaf hij twee assists, waardoor Palestina met 2-1 won.

## Interlandstatistieken
| Jeugd-interlands van Adam Kaied Zweden | Jeugd-interlands van Adam Kaied Zweden | Jeugd-interlands van Adam Kaied Zweden | Jeugd-interlands van Adam Kaied Zweden | Jeugd-interlands van Adam Kaied Zweden | Jeugd-interlands van Adam Kaied Zweden |
| №                                      | Datum                                  | Wedstrijd                              | Uitslag                                | Soort Wedstrijd                        | Doelpunten                             |
| Als speler bij 16                      | Als speler bij 16                      | Als speler bij 16                      | Als speler bij 16                      | Als speler bij 16                      | Als speler bij 16                      |
| -------------------------------------- | -------------------------------------- | -------------------------------------- | -------------------------------------- | -------------------------------------- | -------------------------------------- |
| 1.                                     | 17 April 2018                          | Zweden – België                        | 0 – 3                                  | Vriendschappelijk                      | 0                                      |
| 2.                                     | 18 April 2018                          | Denemarken – Zweden                    | 2 – 1                                  | Vriendschappelijk                      | 0                                      |
| 3.                                     | 20 April 2018                          | Zweden – Tsjechië                      | 0 – 5                                  | Vriendschappelijk                      | 0                                      |
| Als speler bij Onder-17                |                                        |                                        |                                        |                                        |                                        |
| 1.                                     | 10 oktober 2019                        | Tsjechië – Zweden                      | 3 – 1                                  | Vriendschappelijk                      | 0                                      |
| 2.                                     | 12 oktober 2019                        | Turkije – Zweden                       | 1 – 1                                  | Vriendschappelijk                      | 0                                      |
| Als speler bij Onder-18                |                                        |                                        |                                        |                                        |                                        |
| 1.                                     | 16 januari 2020                        | Zweden - Cyprus                        | 2 – 0                                  | Vriendschappelijk                      | 0                                      |
| Als speler bij Onder-21                |                                        |                                        |                                        |                                        |                                        |
| 1.                                     | 11 november 2021                       | Finland – Zweden                       | 1 – 1                                  | Vriendschappelijk                      | 0                                      |
| 2.                                     | 14 november 2021                       | Finland – Zweden                       | 2 – 1                                  | Vriendschappelijk                      | 0                                      |

| Interlands van Adam Kaied voor Palestina tot 9 juni 2025 | Interlands van Adam Kaied voor Palestina tot 9 juni 2025 | Interlands van Adam Kaied voor Palestina tot 9 juni 2025 | Interlands van Adam Kaied voor Palestina tot 9 juni 2025 | Interlands van Adam Kaied voor Palestina tot 9 juni 2025 | Interlands van Adam Kaied voor Palestina tot 9 juni 2025 |
| №                                                        | Datum                                                    | Wedstrijd                                                | Uitslag                                                  | Soort Wedstrijd                                          | Doelpunten                                               |
| Als speler bij 16                                        | Als speler bij 16                                        | Als speler bij 16                                        | Als speler bij 16                                        | Als speler bij 16                                        | Als speler bij 16                                        |
| -------------------------------------------------------- | -------------------------------------------------------- | -------------------------------------------------------- | -------------------------------------------------------- | -------------------------------------------------------- | -------------------------------------------------------- |
| 1.                                                       | 20 maart 2025                                            | Jordanië – Palestina                                     | 3 – 1                                                    | WK 2026 (kwalificatie)                                   | 0                                                        |
| 2.                                                       | 25 maart 2025                                            | Palestina – Irak                                         | 2 – 1                                                    | WK 2026 (kwalificatie)                                   | 0                                                        |
| 3.                                                       | 5 juni 2025                                              | Koeweit – Palestina                                      | 0 – 2                                                    | WK 2026 (kwalificatie)                                   | 0                                                        |